# Jean-Pierre Kress
Pour les articles homonymes, voir Kress.
Jean-Pierre Kress est un footballeur français, évoluant au poste de gardien de but, né le 1er mars 1930 à Strasbourg (France) et mort le 19 avril 2021 dans la même ville,.

## Biographie
En tant que gardien, il honora une seule sélection en équipe de France, le 17 décembre 1953 à Paris, alors joueur du RC Strasbourg, contre le Luxembourg, dans le cadre des éliminatoires de la Coupe du monde 1954. Il passa une bonne soirée puisque la France gagna le match 8 buts à 0. Cela constitue sa seule sélection.
Il joua de 1953 à 1956 au RC Strasbourg, ne remportant rien en club. En 1956, il se retira du football pour se consacrer à l'entreprise familiale.

## Club
- 1953-1956 : Racing Club de Strasbourg